# David Jan Žák
David Jan Žák (* 17. února 1971 Prachatice) je český básník, spisovatel a novinář. Od roku 2018 vyučuje výtvarný obor v prachatické základní umělecké škole.

## Život
Vystudoval Pedagogickou fakultu Jihočeské univerzity. Vystřídal řadu pracovních pozic, pracoval mimo jiné v Československém rozhlase (v letech 1993–1994), v Rádiu Faktor (1995–1996), v TV Nova (1996–1999) a v Českém rozhlase (2000–2001). V roce 2002 získal místo na středním odborném učilišti v Soběslavi, kde vyučoval 4 roky. Poté dvanáct let vyučoval výtvarnou výchovu a tvůrčí psaní na Česko-anglickém gymnáziu v Českých Budějovicích. V roce 2006 založil spolu s Jiřím Hájíčkem Českobudějovickou literární buňku, volné sdružení prozaiků a básníků.
Žák se zpočátku věnoval hlavně poezii, kterou vydává ve sbírkách od roku 1991. První prozaické dílo, novela Axe Africa, vyšlo v roce 2006. V roce 2009 se na pultech objevuje krimithriller Ticho z prostředí Šumavy. V roce 2015 byl hostem 16. ročníku Měsíce autorského čtení.
Žák má zkušenosti i s řadou jiných uměleckých oborů, věnoval se dramatické činnosti, v semináři Film – video natočil v letech 1993 a 1994 i dva krátké hrané filmy.
V roce 2009 pomohl odhalit vtip svého přítele Jana Cempírka, který zvítězil v soutěži Literární cena Knižního klubu, když svou knihu Bílej kůň, žlutej drak vydával za dílo 19leté Vietnamky Lan Pham Thi. Žákova kniha Ticho skončila v této soutěži na druhém místě.

## Politická angažovanost
Ve volbách do Senátu PČR v roce 2016 kandidoval jako nestraník za TOP 09 v obvodu č. 10 – Český Krumlov. Jeho kandidaturu podporovalo také hnutí STAN. Se ziskem 9,86 % hlasů skončil na 4. místě a do druhého kola nepostoupil.
V krajských volbách v roce 2016 kandidoval jako nestraník za TOP 09 na kandidátce subjektu "PRO JIŽNÍ ČECHY" (tj. STAN, HOPB a TOP 09) do Zastupitelstva Jihočeského kraje, ale neuspěl.

## Dílo

### Poezie
- Jak padá podzim, 1991
- Výkřik z hlubin psa, 1994
- Výlet zpátky, 1995
- Dešti mezi slova, 2005
- Přicházím za tebou (česko-rusky), 2005
- Na břiše svítání (česko-francouzsky), 2006
- Pavouci v řece, 2007
- Spodní zrcadla, 2008

### Próza
- Axe Africa, 2006
- Ticho, 2009 (2. místo v soutěži Literární cena Knižního klubu)
- Návrat Krále Šumavy, 2012
- Zmizení Edwina Lindy, 2019 (výroční cena Nakladatelství Albatros 2019 pro starší děti), série Tromby – 1. díl
- Žeberův odkaz, 2020 (Nakladatelství Albatros), série Tromby – 2. díl
- Tleskač, 2022[8]